# Фракция «Яблоко» в Государственной думе III созыва
Фракция сформирована по результатам выборов депутатов Государственной Думы, состоявшихся 19 декабря 1999 года. В разное время во фракции состояли 22 депутата, максимальная численность составляла 21 человек:
1. Арбатов, Алексей Георгиевич — федеральный список
2. Артемьев, Игорь Юрьевич — федеральный список
3. Емельянов, Михаил Васильевич — избирательный округ № 146, Ростовская область
4. Задорнов, Михаил Михайлович — избирательный округ № 201, Москва
5. Иваненко, Сергей Викторович — федеральный список
6. Игрунов, Вячеслав Владимирович — федеральный список
7. Кущенко, Виктор Николаевич — федеральный список
8. Лукин, Владимир Петрович — федеральный список (Заместитель председателя Государственной Думы по квоте фракции)
9. Мельников, Алексей Юрьевич — федеральный список
10. Мизулина, Елена Борисовна — федеральный список (в мае 2001 года перешла во фракцию СПС)
11. Митрохин, Сергей Сергеевич — федеральный список
12. Михайлов, Алексей Юрьевич — Федеральный список
13. Останин, Валерий Сергеевич — федеральный список
14. Попов, Сергей Алексеевич (депутат) — избирательный округ № 212, Санкт-Петербург
15. Степашин, Сергей Вадимович — избирательный округ № 209, Санкт-Петербург (19 апреля 2000 года назначен Государственной Думой на должность председателя Счётной палаты Российской Федерации)
  1. выборы прошли 15 сентября 2000 года, от партии был выдвинут Анатолий Голов, выборы признаны несостоявшимися (явка была 18,71 % избирателей)
16. Травкин, Николай Ильич — федеральный список (в мае 2001 года перешёл во фракцию СПС)
17. Шелищ, Пётр Борисович — избирательный округ № 211, Санкт-Петербург (в октябре 2001 года перешёл во фракцию ОВР)
18. Шишлов, Александр Владимирович — федеральный список
19. Щекочихин, Юрий Петрович — федеральный список (умер 3 июля 2003 года)
  1. Захаров, Алексей Константинович — федеральный список (с 19 сентября 2003 года, вместо умершего Ю. П. Щекочихина)
20. Явлинский, Григорий Алексеевич — федеральный список (руководитель фракции)
21. Ярыгина, Татьяна Владимировна — федеральный список